# Albert Benet i Clarà
Albert Benet i Clarà (Sallent, 1941 - Sant Cugat del Vallès, 2012) va ser un historiador català. Fou un destacat investigador medievalista, sobretot de l’alta edat mitjana. En la seva extensa bibliografia, destaquen els llibres El procés d’independència de Catalunya i Història de Manresa: dels orígens al segle XI. Va participar en la redacció de Catalunya romànica (Enciclopèdia Catalana), sobretot als volums dedicats al Bages i a l'Anoia. Va escriure nombrosos llibres, articles i estudis d'història local sobre Sallent, Artés i altres poblacions, col·laborant en revistes com L'Avenç, Dovella, L'Erol, Ausa, Miscel·lània d'Estudis Bagencs, Les Fonts, L'Esparver, i el diari Regió7.
Va estudiar a la Universitat de Barcelona, on es va llicenciar en Història de l'Art i es va doctorar en Història Medieval. Va ser catedràtic de Geografia i Història, i va exercir de professor del 1977 al 1991 als instituts Lluís de Peguera i Pius Font i Quer de Manresa. Va participar en diverses excavacions arqueològiques. Va ser un dels fundadors del Centre d'Estudis del Bages i del Foment Arqueològic i Excursionista Sallentí (FAES).
Va ser també un pintor i escultor aficionat, amb obres inspirades en el surrealisme i el dadaisme, que va mostrar en exposicions col·lectives a Sallent. Les obres realitzades conjuntament amb el pintor Anton Riera les signaven "Albertón".
Com a anècdota, es poden esmentar els àpats medievals -molt ben documentats- que Albert Benet preparava per a les seves amistats.

## Obres destacades
- Història de Manresa: dels orígens al segle XI. 1985. ISBN 8439836031 (Tesi doctoral).
- El Procés d'independència de Catalunya: 897-989. Institut d'Arqueologia, Història i Ciències Naturals, 1988. ISBN 8460053423.
- La Família Gurb-Queralt : 956-1276 : senyors de Sallent, Oló, Avinyó, Gurb, Manlleu, Voltregà, Queralt i Santa Coloma de Queralt. Institut d'Arqueologia, Història i Ciències Naturals, 1993. ISBN 8460085112 (Tesina de llicenciatura).
- Catalunya romànica. Enciclopèdia Catalana, 1985-1998 (Participació en 10 dels 25 volums).
- Anoia; Bages (Història de les comarques de Catalunya). Parcir, 1987-1988. ISBN 848653805X (Consell de redacció i redacció de diversos capítols).
- Albert Benet i Clarà, Llorenç Ferrer i Alòs. Artés: societat i economia d'un poble de la Catalunya central. Ajuntament d'Artés, 1990. ISBN 8450595568.
- Sallent, dels orígens al segle XIII. Rafel Dalmau, 1977. ISBN 8423201155.
- Joana la negra, una bruixa sallentina: i altres episodis d'història sallentina. Institut d'Arqueologia, Història i Ciències Naturals, 1983.